# 王坟镇
王坟镇，隶属于中華人民共和國山东省青州市，因明朝藩王衡恭王朱祐楎安葬於此而得名。位于青州市西南山区，辖101个行政村，总面积229.6平方公里，其中耕地4.4万亩，是青州市面积最大的乡镇。2005年人口5.1万。